# Maestro de la Santa Sangre

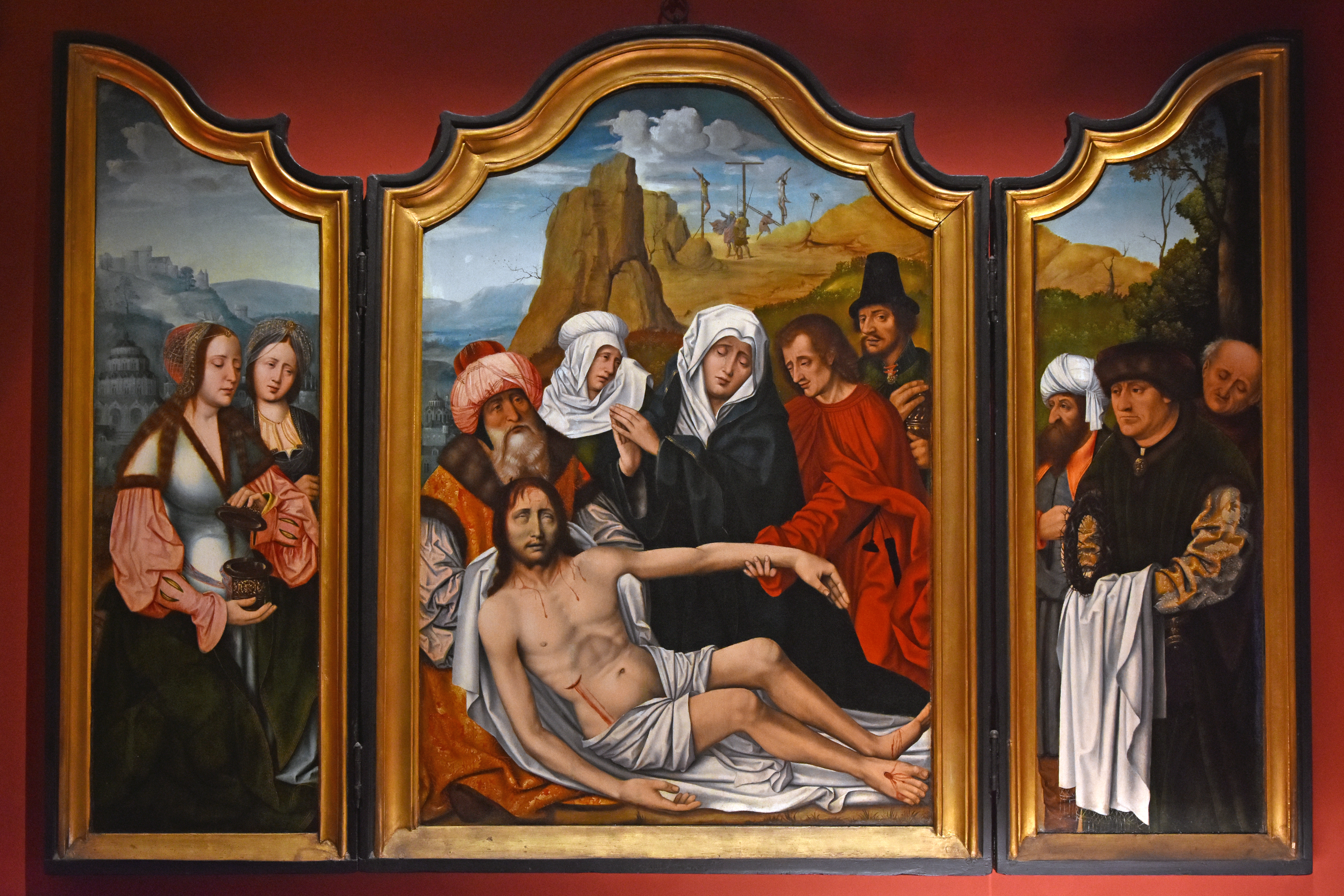
La obra que da nombre al Maestro.

Maestro de la Santa Sangre es la denominación que la historiografía del arte utiliza para un pintor flamenco identificado a partir del Tríptico de la Lamentación de la Capilla de la Santa Sangre de Brujas.
Por las similitudes entre ciertas obras se han podido conjeturar datos de su vida, como que debería haberse formado en Amberes, probablemente con Quinten Massys, y que mantendría su taller en Brujas en torno al año 1510, trabajando tanto para comitentes como para el mercado libre.
Se le ha relacionado con el estilo de Ambrosius Benson, Adriaen Isenbrandt y Albert Cornelis. Se inspira en la iconografía tradicional, pero sin reproducir totalmente obras anteriores. Combina motivos de maestros de Amberes y de Bruselas, aunque también está influido por obras italianas (por ejemplo, las caricaturas de Leonardo da Vinci). Es característica su forma de representar las figuras femeninas (rostro en tres cuartos, delgado y de nariz fina), mientras que la mayor expresividad de sus figuras masculinas se aproximan al estilo del Maestro de Fráncfort.
También se le han detectado influencias de maestros de época anterior, como la de Hugo van der Goes en la colocación de las figuras, que se basa en la técnica compositiva de Gerard David.

## Obras
Además de que le da nombre, una Santa Ana, la Virgen y el Niño (Städelsches Kunstinstitut, Fráncfort), una Virgen con el Niño (Musées Royaux des Beaux-Arts de Belgique, Bruselas), y dos Descendimientos (Capilla Real, Granada y Metropolitan Museum of Art, Nueva York).
En el Museo del Prado se conservan tres obras: un Ecce Homo, La Anunciación, San Jerónimo y San Juan Bautista, y La Virgen y el Niño con ángeles músicos.

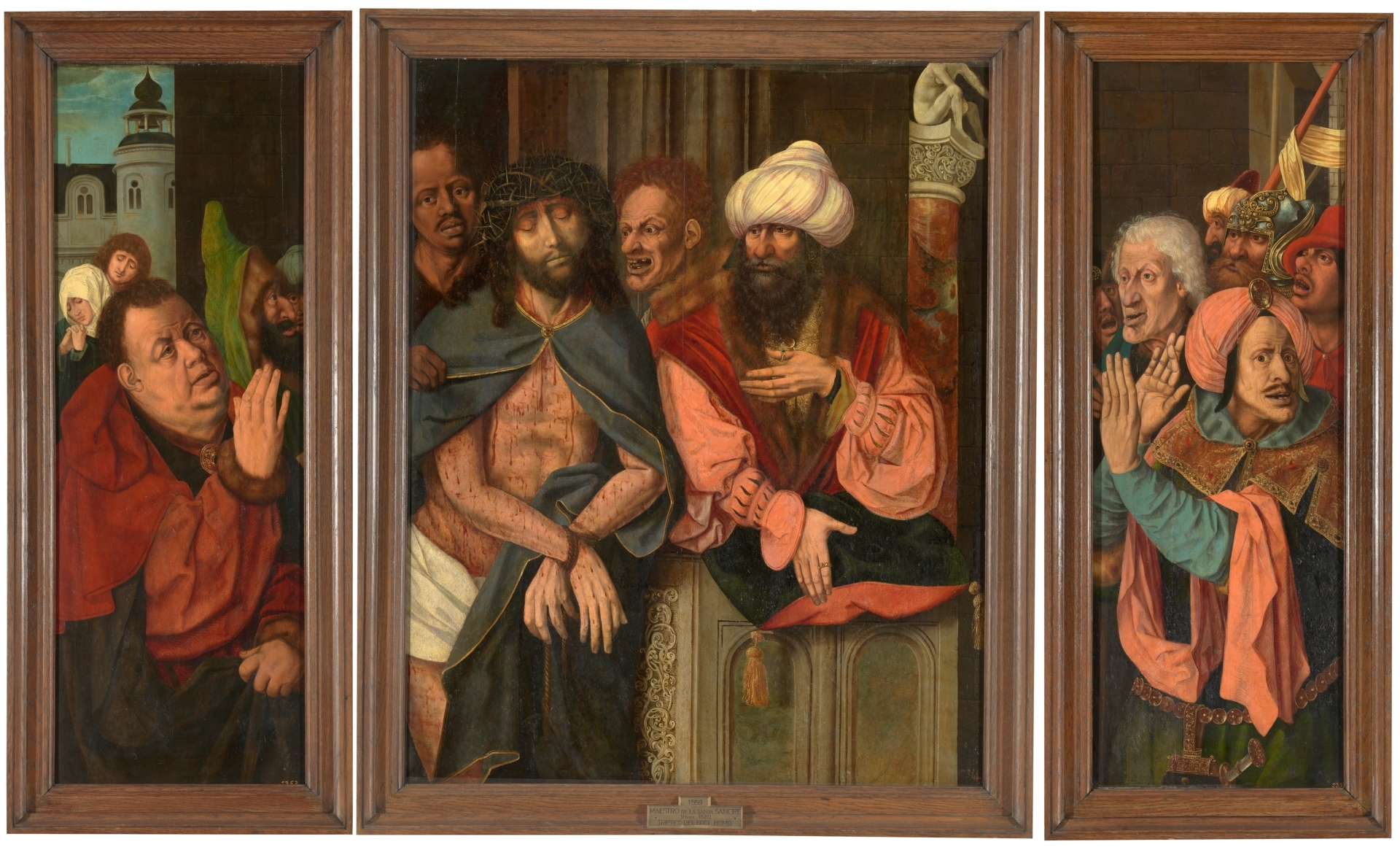
Ecce Homo, Museo del Prado, Madrid.
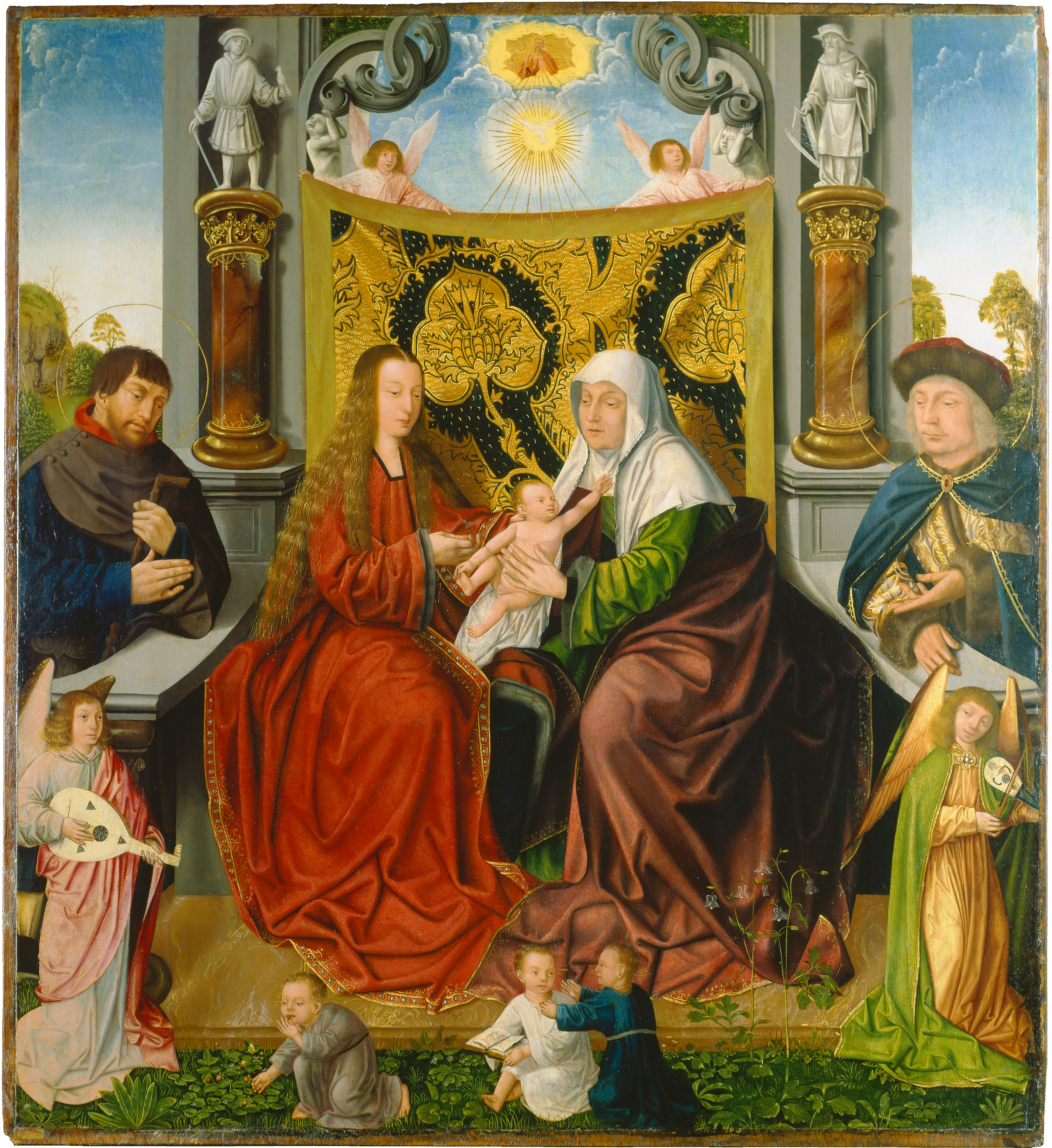
Santa Parentela, Museo Städel, Frankfurt.